# Исаија Тоеава
Исаија Тоеава (енгл. Isaia Toeava; 15. јануар 1986) професионални је новозеландски рагбиста, који тренутно игра за Кубота Спирсе у јапанској лиги. Висок 181 цм, тежак 100 кг, за Окленд је одиграо 31 меч и постигао 37 поена, за Кенон Иглсе 18 утакмица и 20 поена, за Херикејнсе 14 утакмица и 15 поена, а за Блузсе 61 утакмицу и 91 поен. Студирао је на "De La Salle College, Mangere East" и проглашен је за најбољег младог рагбисту на свету 2005. Играо је за рагби 7 репрезентацију Новог Зеланда. За "ол блексе" је одиграо 35 тест мечева и постигао 40 поена. Са репрезентацијом Новог Зеланда је освојио 5 пута куп три нације (2006, 2007, 2008, 2009, 2011). 